# Violant Mascaró i López
Violant Mascaró i López (Badalona, 15 d'abril del 1967) és una filòloga i política catalana, diputada al Parlament de Catalunya en la IX legislatura.

## Biografia
Llicenciada en Filologia per la Universitat de Barcelona. Tècnica superior de l'administració de la Generalitat de Catalunya des del 1991, ha exercit diverses responsabilitats tècniques als departaments de Justícia i de Governació i Administracions Públiques. L'abril del 2004 fou nomenada directora de Serveis Territorials de Barcelona del Departament de Governació i Administracions Públiques i el juliol del 2008 va ser nomenada directora general d'Acció Cívica del mateix departament.
Militant d'ERC des del 1994, ha estat regidora de l'Ajuntament de Vallromanes del 2002 al 2012 i alcaldessa entre el 2003 i el 2004, responsabilitat que va perdre arran d'una moció de censura. Va ser diputada del Parlament de Catalunya entre el 2011 i el 2012 en substitució de Laura Vilagrà.